# Vlastimil Amort
Vlastimil Amort, křtěný Vlastimil Karel Augustin, též uváděn jako Vlasta Amort, (29. července 1880 Povel u Olomouce – 29. srpna 1950 Praha) byl český sochař, výtvarník a dekoratér, příslušník československých legií v Rusku, účastník Ruské občanské války a tzv. Sibiřské anabáze. Byl členem uměleckého rodu Amortů, ze které nejvíce proslul jeho bratranec Vilém Amort.

## Život

### Mládí
Narodil se v Povelu u Olomouce (pozdější součást města) jako syn sochaře Aloise Amorta a jeho manželky. Vychodil obecnou školu v Olomouci a měšťanskou školu v Přerově. Sochařské vzdělání získal v otcově dílně, v Praze se pak učil u svého staršího bratrance Viléma Amorta, jenž byl rovněž někdejším žákem Aloise Amorta. První zkušenosti získal např. při práci na umělecké výzdobě městského divadla v Plzni, na tehdejším mostě Františka I. (pozdější most Legií) v Praze, dále pak na dekoracích fasád mnoha budov v Uherském Hradišti, Uherském Brodě a Luhačovicích.
V roce 1911 se i s manželkou a malou dcerou odstěhovali do Ruska. Usadili se v Moskvě, kde Amort pokračoval v tvorbě: jeho prvním zdejším větším úspěchem bylo vítězství v soutěži o návrh pomníku advokáta N. Plavkova. Dále se podílel se také na organizaci carských slavností v roce 1912 u příležitosti stého výročí bitvy u Borodina, kde mj. zhotovil slavnostní brány a uměleckou výzdobu. Rovněž je autorem reliéfů na fasádě Chudožestvenného divadla (Umělecké divadlo) na Arbatském náměstí v Moskvě. Nebyl sdružen v žádném uměleckém spolku a v Rusku ze svých děl nikdy nepřipravil výstavu.

### Česká družina
Když roku 1914 Rakousko-Uhersko vyhlásilo válku Srbsku a následně tak vstoupilo do válečného stavu s Ruskem, byl jedním z prvních iniciátorů vzniku tzv. České družiny, dobrovolnické jednotky Čechů a Slováků v ruské armádě. Podnikl několik cest napříč zemí, aby pro jednotku získal další brance, navrhl také podobu praporu České družiny, následně zakreslený sochařem a legionářem Václavem Bařtipánem a vyhotoveným manželkami organizátorů jednotky. S Českou družinou absolvoval bojové nasazení na východní válečné frontě, kde vykonávala průzkumnou činnost a agitaci mezi vojáky rakousko-uherské armády. V červenci 1915 byl potom vojenskou lékařskou komisí osvobozen od konání vojenské služby a z armády propuštěn.

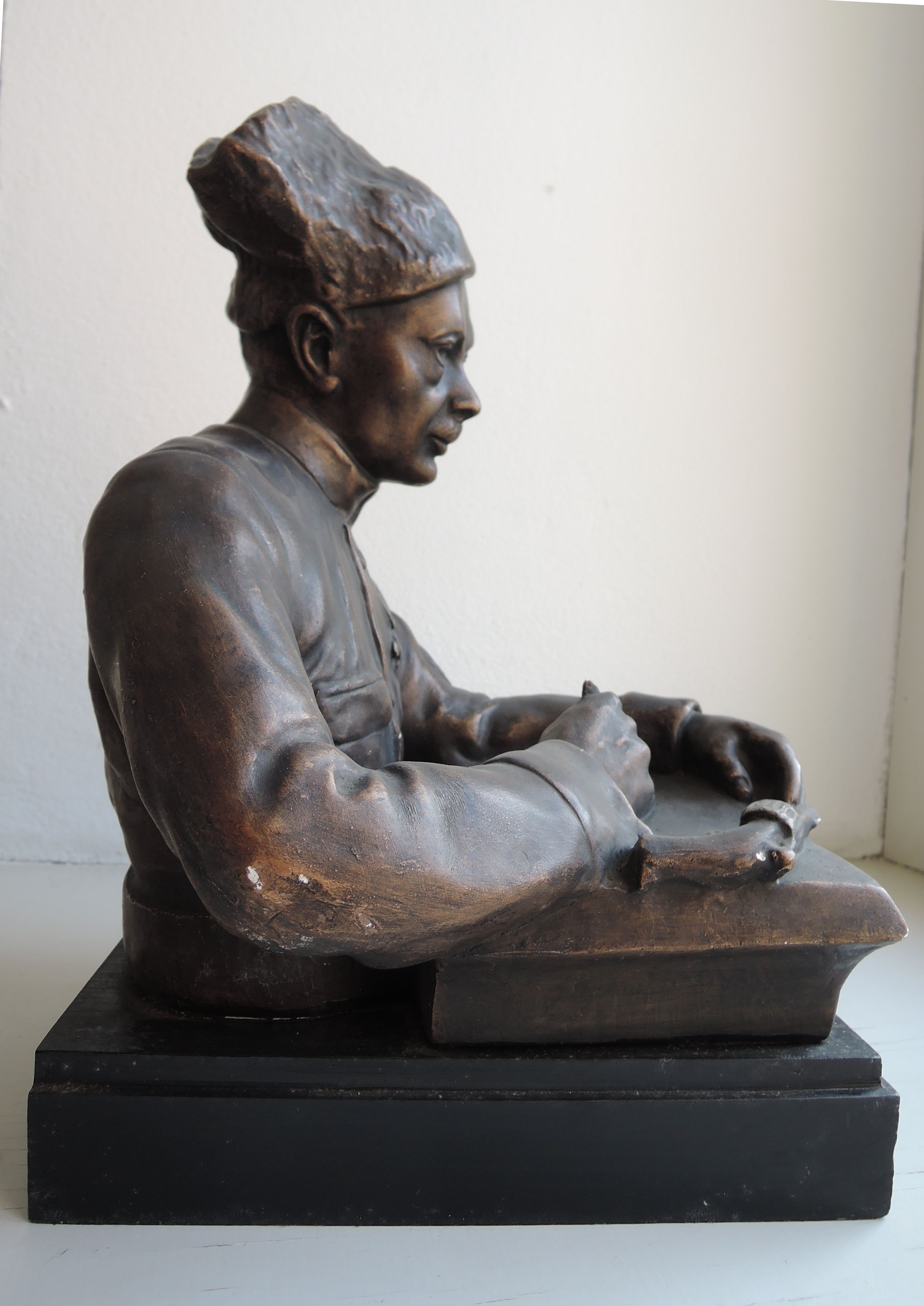
Vlastimil Amort: Poslední dopis/Poslední podpis, Národní muzeum (busta plk. Ševce)

Následně pak pokračoval v sochařské činnosti, vytvořil v té době mj. soch, jako generála Brusilova, generála Kornilova, cara Mikuláše II., velkoknížete Nikolaje Nikolajeviče Romanova a další. Po komunistickém puči v Rusku v listopadu 1917 se opětovně připojil k legiím a absolvoval s nimi tzv. Sibiřskou anabázi a obsazení oblasti Transsibiřské magistály, aby bylo možné vrátit se do nově vzniklého Československa lodní cestou přes přístav ve Vladivostoku. Celá řada jeho v Rusku vytvořených děl, většinou představitelů moci carského Ruska, byla následně bolševiky zničena.

### V Československu
Po návratu do vlasti začal pracovat v sochařském ateliéru Franty Anýže, při kterém byla v roce 1926 zřízena velká umělecká slévárna. Zde se Amort podílel na realizaci řady velkých projektů, mj. odlití bronzových vrat pro katedrálu svatého Víta podle modelu sochaře Otakara Španiela. Na výstavě Památníku Odboje v refektáři Klementina v červnu 1927 představil sérii svých prací.

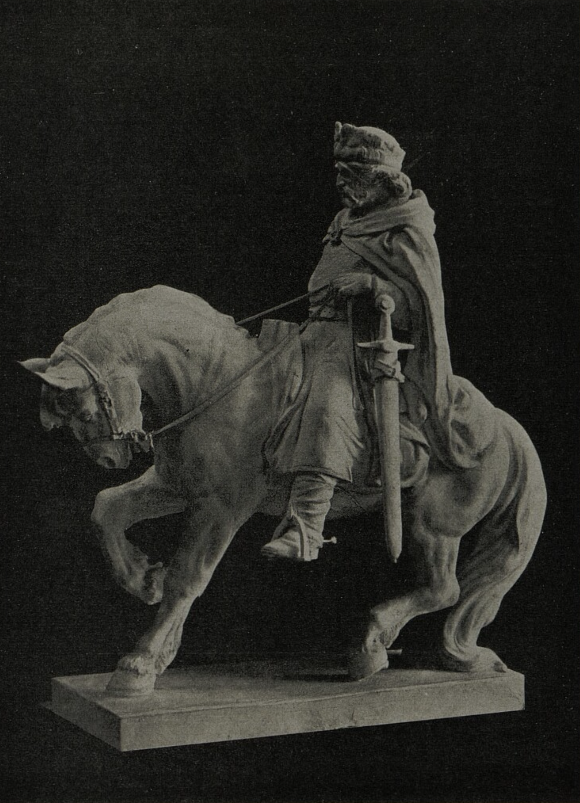
Vlastimil Amortː Jan Žižka z Trocnova - model

Po začátku okupace Čech, Moravy a Slezska Nacistickým Německem se zapojil do tzv. druhého odboje, především jako výtvarník a distributor ilegálních periodik V boj! a Rudé právo. 26. srpna 1941 byl kvůli tomu zatčen gestapem a uvězněn nejprve v Pankrácké věznici, dále v koncentračním táboře Terezín, v říjnu 1941 byl pak transportován do koncentračního tábora Mauthausen v Rakousku. Zde se 5. května 1945 dočkal osvobození tábora americkou armádou.

### Úmrtí
Vlastimil Amort zemřel 29. srpna 1950 v Praze. Pohřben byl na pražském Vinohradském hřbitově.

### Ocenění
V Rusku byl oceněn různými medailemi od cara Mikuláše II., gubernátora Dřenkovského, moskevského gradonačalníka Adrianova. 